# Trichogaster lalius
El Thrichogaster lalius, comunament anomenat Colisa laila o gurami nan, és un peix de color blau gairebé transparent, amb ratlles verticals d'un color entre vermell i ataronjat fosc.

## Hàbitat i distribució geogràfica
El gurami nan prové del sud d'Àsia, és originari del Pakistan, Índia i Bangladesh. No obstant això, s'ha distribuït àmpliament fora de la seva àrea natural. Aquest peix habita en rierols lents, rierols, i llacs amb abundant vegetació.

## Morfologia
Com el seu nom indica, aquest és un gurami petit: en la maduresa, arribarà una grandària mitjana de 4 a 5 centímetres, encara que alguns individus poden créixer fins a 8 cm. En el seu entorn natural, els guramis nans mascle tenen ratlles diagonals de color blau i vermell, les femelles tenen un color platejat. Contenen cèl·lules sensibles al tacte en les seves aletes pèlviques en forma de fils. Els guramis nans que es venen en botigues de peixos poden ser també de colors llisos.

### Variacions cromàtiques
Els criadors d'aquesta espècie han creat diferents varietats de colors, variant colors entre graus de vermell i blau. La varietat vermell neó té una coloració de vermell brillant al seu cos mentre que la var. blau neó és pràcticament sencera de color blau brillant.
La varietat més vermellosa pot ser confosa amb la varietat vermella de l'espècie Trichogaster chuna.

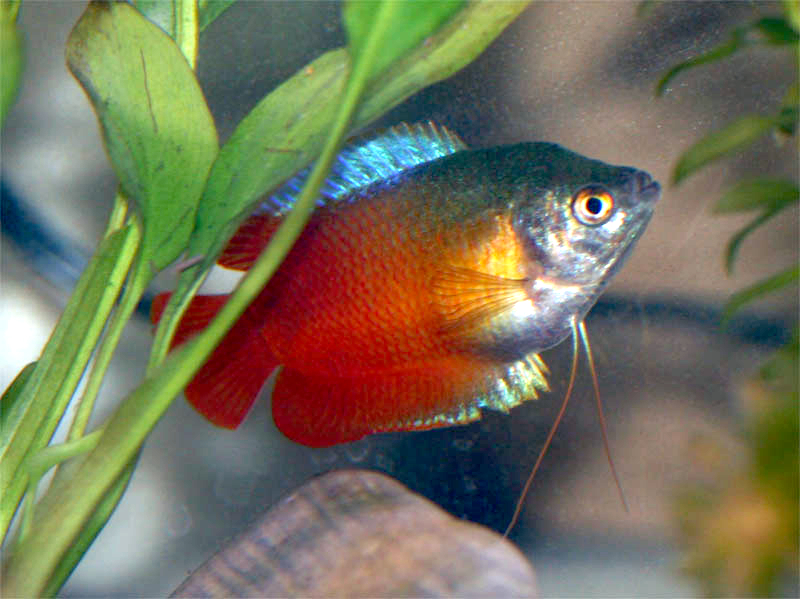
Flama vermella
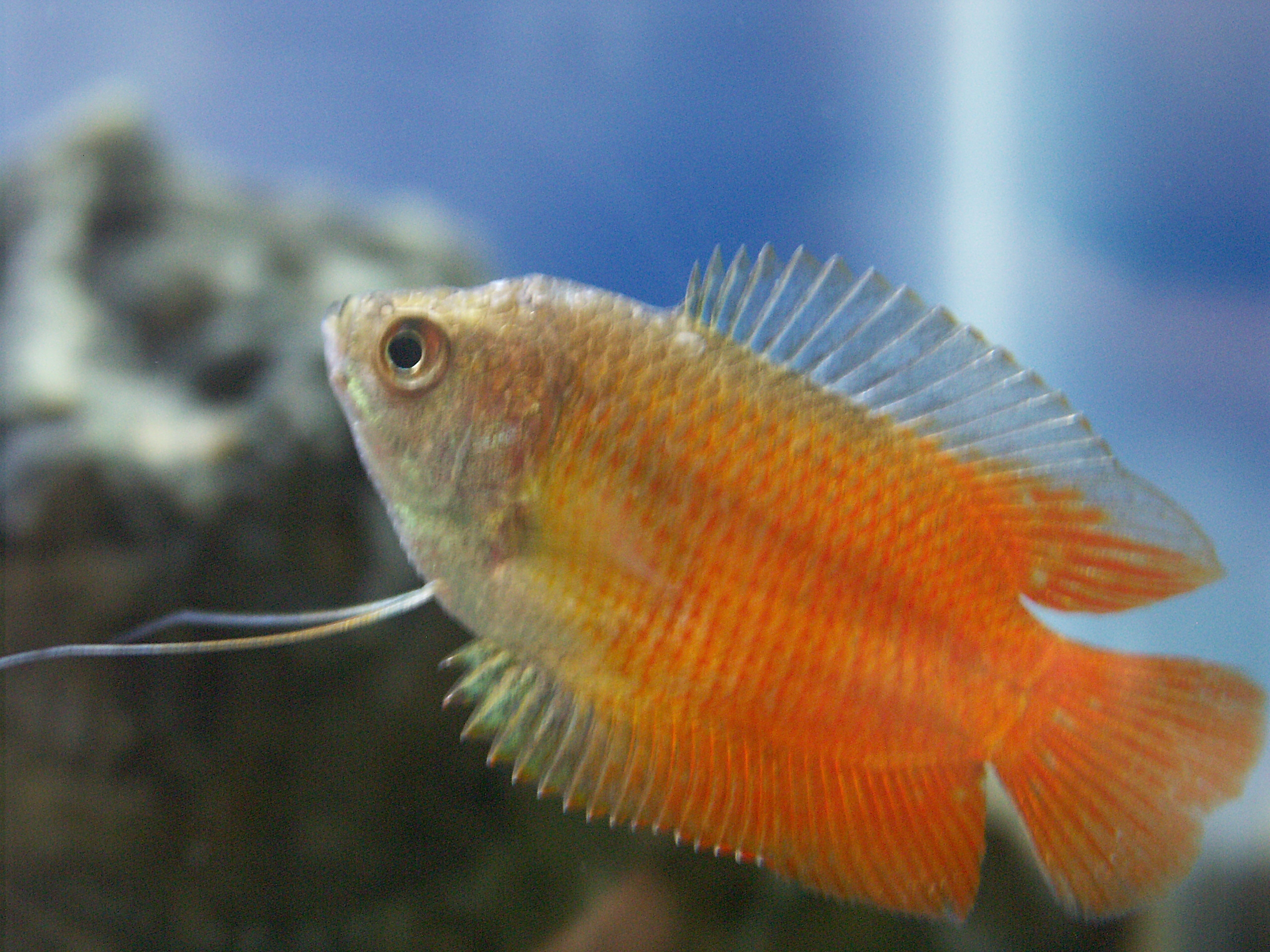
Vermell neó
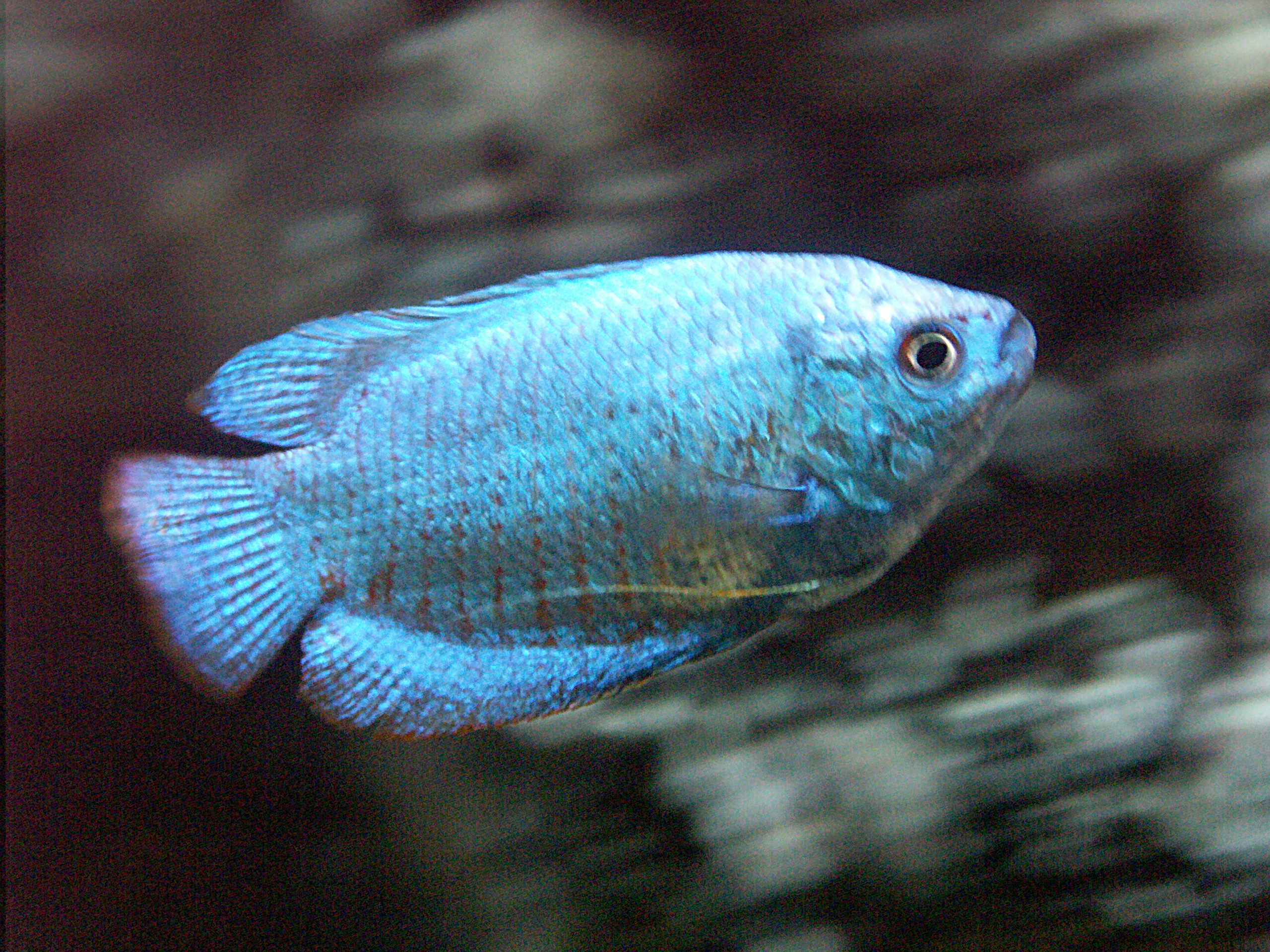
Blau neó
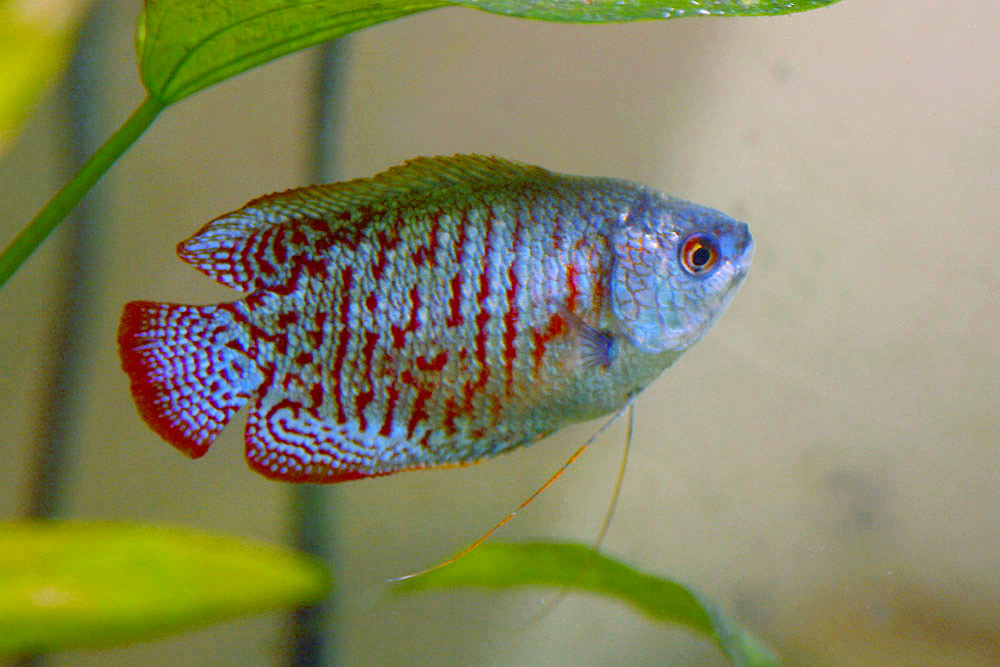
Blau

## Reproducció
El mascle construeix un niu de bombolles flotant en què la femella pon els ous. A diferència d'altres nius de bombolles, els mascles incorporen trossos de plantes, branques i altres restes que pugui trobar. El mascle protegeix els ous i els alevins. En 12-24 hores, les cries sortiran de l'ou i continuaran desenvolupant-se dins de la protecció del niu. Després de tres dies, ja estan prou desenvolupats per nedar lliurement i deixar el niu. Quan els alevins són de 2-3 dies d'edat s'ha de treure al mascle, ja que pot menjar-se les cries a causa de l'estrès. Les femelles posen fins a 600 ous, però tendeixen a ser pocs els que sobreviuen (en aquest cas els més febles i els més tardans es perden, els ous més sans i els alevins més forts tendeixen a viure més temps).